# Vladimir Screciu
Vladimir Screciu (Corabia, 13 januari 2000) is een Roemeens voetballer die zowel als verdediger en verdedigende middenvelder kan uitgespeeld worden. Hij speelt sinds 2020 voor de Roemeense tweedeklasser CS Universitatea Craiova.

## Carrière
Screciu zette zijn eerste voetbalstappen bij het lokale CSS Corabia uit Corabia, de stad waar hij ook geboren werd. In 2011 maakte hij de overstap naar de jeugd van eersteklasser Universitatea Craiova, hier debuteerde hij in 2016 in het eerste elftal. In 2018 won Screciu met zijn club de Cupa României, de Roemeense beker. De finale werd met 0-2 gewonnen tegen FC Hermannstadt, Screciu bleef in deze finale 90 minuten op de bank.
In juni 2018 werd bekend dat hij een contract van drie jaar met ook nog een jaar optie had getekend bij de Belgische club KRC Genk. Genk betaalde 2 miljoen euro voor de Roemeen. De Limburgers pakten in het debuutseizoen van Screciu de landstitel in België, maar veel bijdrage had de Roemeen daar niet aan: hij kwam dat seizoen, mede door blessureleed, geen seconde in actie voor Genk. Ook onder trainers Felice Mazzu en Hannes Wolf kwam zijn debuut er maar niet, waardoor hij in januari 2020 tot het einde van het seizoen werd uitgeleend aan Lommel SK. Mede vanwege de stopzetting van de competitie door de coronapandemie kwam hij daar maar tien minuten in actie, verspreid over twee competitiewedstrijden.
Twee jaar na zijn aankomst bij Genk keerde Screciu terug naar CS Universitatea Craiova, zijn club van herkomst.

## Clubstatistieken
| Seizoen         | Club                  | Land              | Competitie      | Competitie | Competitie | Beker | Beker | Supercup | Supercup | Europees | Europees | Totaal | Totaal |
| Seizoen         | Club                  | Land              | Competitie      | Wed.       | Dlp.       | Wed.  | Dlp.  | Wed.     | Dlp.     | Wed.     | Dlp.     | Wed.   | Dlp.   |
| --------------- | --------------------- | ----------------- | --------------- | ---------- | ---------- | ----- | ----- | -------- | -------- | -------- | -------- | ------ | ------ |
| 2016/17         | Universitatea Craiova | Vlag van Roemenië | Liga 1          | 13         | 0          | 3     | 0     | —        | —        | 0        | 0        | 16     | 0      |
| 2017/18         | Universitatea Craiova | Vlag van Roemenië | Liga 1          | 25         | 0          | 3     | 0     | —        | —        | 0        | 0        | 28     | 0      |
| 2018/19         | KRC Genk              | Vlag van België   | Eerste klasse A | 0          | 0          | 0     | 0     | —        | —        | 0        | 0        | 0      | 0      |
| 2019/20         | KRC Genk              | Vlag van België   | Eerste klasse A | 0          | 0          | 0     | 0     | 0        | 0        | 0        | 0        | 0      | 0      |
| 2019/20         | → Lommel SK           | Vlag van België   | Eerste klasse B | 2          | 0          | 0     | 0     | —        | —        | 0        | 0        | 2      | 0      |
| 2020/21         | Universitatea Craiova | Vlag van Roemenië | Liga 2          | 0          | 0          | 0     | 0     | —        | —        | 0        | 0        | 0      | 0      |
| Carrière totaal | Carrière totaal       | Carrière totaal   | Carrière totaal | 40         | 0          | 6     | 0     | 0        | 0        | 0        | 0        | 46     | 0      |

Bijgewerkt op 28 juni 2020.

## Palmares
| Competitie            |                       |                       |                       |                       |
| Competitie            | Aantal                | Jaren                 |                       |                       |
| Universitatea Craiova | Universitatea Craiova | Universitatea Craiova | Universitatea Craiova | Universitatea Craiova |
| --------------------- | --------------------- | --------------------- | --------------------- | --------------------- |
| Cupa României         | 2x                    | 2017/18, 2020/21      |                       |                       |
| KRC Genk              |                       |                       |                       |                       |
| Belgisch kampioen     | 1x                    | 2018/19               |                       |                       |
| Belgische Supercup    | 1x                    | 2019                  |                       |                       |